# Scribonia
Scribonia, Scribonia Caesaris ou Scribonie (née vers 63 av. J.-C., morte en 16 ap. J.-C.), est l'épouse en troisièmes noces d'Octavien (le futur Auguste) en 40 av. J.-C. Cette union, réalisée pour des motifs politiques, ne dure qu'un an environ, jusqu'à la naissance de leur unique enfant Julie l'Aînée, suivie de la répudiation de Scribonia. Les historiens modernes disposent de peu de documents sur sa vie, maigres bases de théories sur son ascendance et ses précédents maris.

## Biographie
D'après une inscription fragmentaire découverte à Rome en 1890, Scribonia est la fille d'une dame Sentia Libonis, donc épouse d'un Scribonius Libo à déterminer. Selon les historiens, Theodor Mommsen et ses successeurs, elle est la sœur de Lucius Scribonius Libo, consul en 34 av. J.-C. et beau-père de Sextus Pompée. Peu de documents existent sur la vie de Scribonia avant son mariage avec le triumvir et futur empereur Octavien.
En fin 40 av. J.-C., le triumvir Octavien a divorcé de Clodia Pulchra, la fille de Publius Clodius Pulcher et de Fulvie, et se cherche une épouse. Pour neutraliser les tensions avec son adversaire Sextus Pompée par un mariage politique, il demande à Mécène de conclure un arrangement matrimonial avec Scribonia et son frère Libo, qui est le beau-père de Sextus,. Elle lui donne une fille, Julia l'Aînée mais Octavien divorce d'elle le jour de sa naissance pour se remarier une troisième fois avec Livie, en octobre 39 av. J.-C.,.
Dion Cassius rapporte qu'en 2 av. J.-C., quand sa fille Julia est envoyée en exil dans l'île de Pandateria pour inconduite et adultère, elle demande à l'accompagner,.
Suétone rapporte également qu'elle est à l'origine de l'affranchissement de Scribonius Aphrodisius (en), disciple de Lucius Orbilius Pupillus.
Sénèque dit en 16 qu'elle tente de convaincre son neveu Marcus Scribonius Libo, accusé de complot contre Tibère, de ne pas se suicider,. À la fin de cette même année elle mourut dans des circonstances restées mystérieuses.

## Mariages et descendance
D'après Suétone, Scribonia s'est mariée deux fois avec des consulaires décédés avant -40. Information supplémentaire, deux enfants de Scribonia sont identifiés : une inscription donne le nom d'un fils, Cornelius Marcellinus, et une élégie de Properce à l'épouse défunte de Paullus Aemilius nomme une fille de Scribonia Caesaris, ce qui oriente les recherches des époux de Scribonia dans la liste des consuls de la famille Cornelii. De nombreuses hypothèses de paternité de trois enfants de Scribonia sont proposées, sans obtenir une solution satisfaisante de l'avis de Ronald Syme.
Scribonia épouse en premières noces le consul Lucius Cornelius Lentulus Marcellinus. Elle lui donne un fils :
- Cneius Cornelius Lentulus Marcellinus[16], consul en 18 av. J.-C. et flamine de Mars.

Elle épouse en secondes noces Publius Cornelius Scipio Salvito, partisan de Pompée et consul de 35 av. J.-C.[réf. nécessaire]. Elle a deux enfants de lui :
- Publius Cornelius Scipio (°-48);
- Cornelia Scipio (-46 - -16) qui épouse Paullus Aemilius Lepidus, consul suffect en 34 av. J.-C.[16].

Elle épouse par la suite le triumvir Octavien, de qui elle a une fille :
- Julia l'Aînée, épouse de Marcus Claudius Marcellus, d'Agrippa puis de Tibère.

John Scheid reprend la recherche, en tenant compte d'une indication de Suétone négligée, que Scribonia n'a d'enfants que d'une seule union, donc un premier mariage stérile, avec un mari dont le nom est perdu. Scheid rejette donc l'hypothèse d'un enfant nommé Cornelius Scipio, fils d'un Scipio .
Selon Scheid, après une première union stérile, Scribonia épouse en secondes noces entre 50 et 40 av. J.-C. Publius Cornelius Lentulus Marcellinus, consul suffect en 35 av. J.-C. Elle lui donne deux enfants :
- Cneius Cornelius Lentulus Marcellinus[16], consul en 18 av. J.-C. et flamine de Mars.
- Cornelia, qui épouse Paullus Aemilius Lepidus.